# KV35YL
KV35YL (YL от англ. Younger Lady — Младшая дама; она же мумия № 61072) — мумия, обнаруженная в гробнице KV35 в Долине Царей археологом Виктором Лоре в 1898 году. С помощью генетико-генеалогической экспертизы мумия была идентифицирована как мать фараона Тутанхамона, дочь фараона Аменхотепа III и царицы Тии. Хранится в Каирском египетском музее.

Рядом с ней были найдены две мумии: пожилая царица Тия и мальчик (возможно, что это Вебенсену — сын Аменхотепа II или принц Тутмос — сын Аменхотепа III); согласно последним исследованиям ДНК, они принадлежат генеалогической линии Тутанхамона. Они были найдены вместе, лёжа голыми бок о бок в небольшом помещении гробницы. Все три мумии сильно повреждены древними грабителями могил.

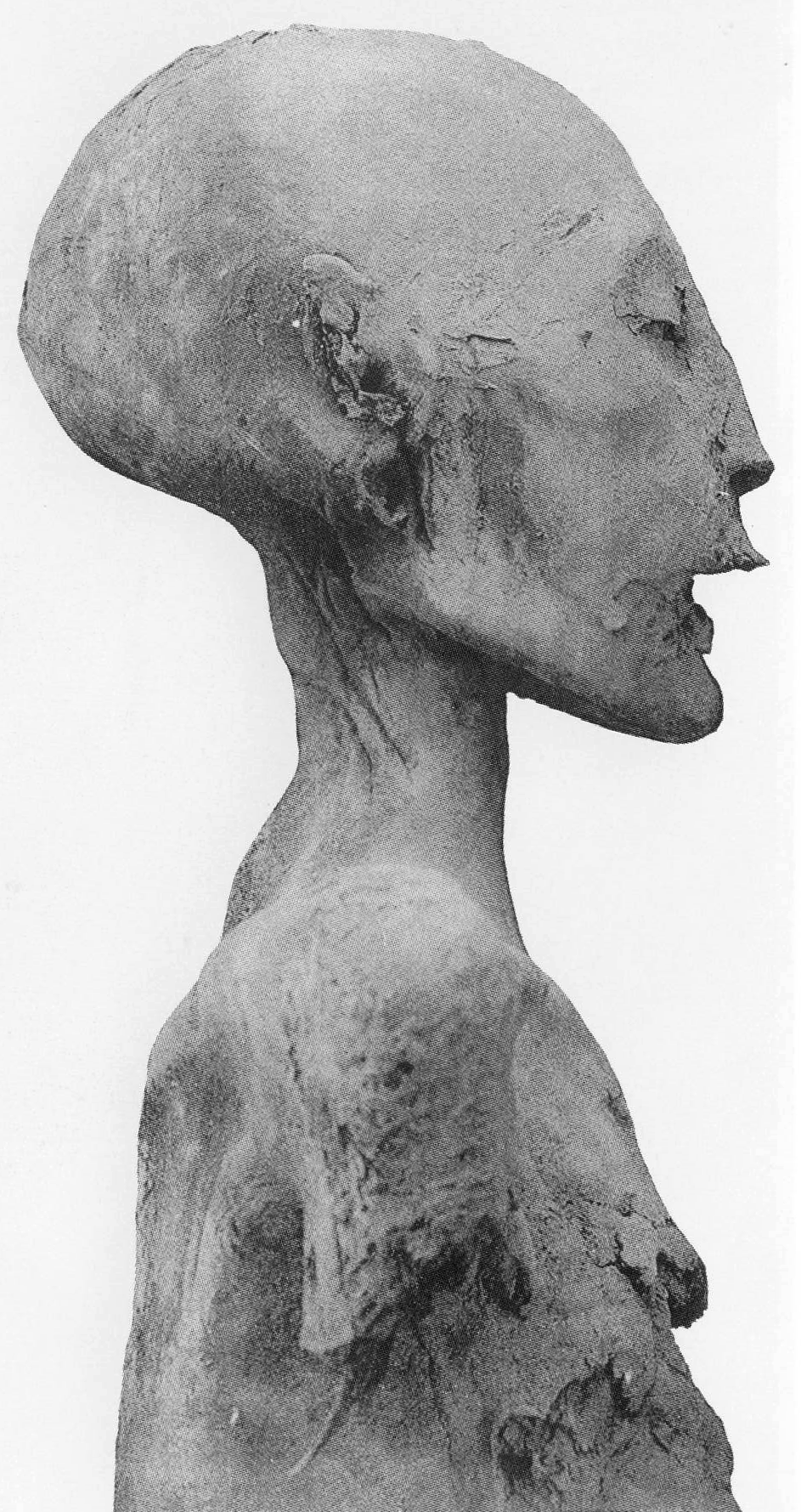

## Хронология исследований
Было много споров по идентификации личности юной леди.
Обнаружив мумию в 1898 году, Виктор Лоре первоначально считал из-за бритой головы мумии, что это юноша. При ближайшем рассмотрении позже д-р Графтон Эллиот Смит установил женский пол мумии, однако интерпретация Лоре продержалась много лет.
В 2001—2003 годах египтологи Сьюзен Джеймс и Джоан Флетчер указали на ряд косвенных признаков, подтверждающих царское происхождение мумии, и заявили в СМИ, что нашли Нефертити. В 2003 году была сделана реконструкция прижизненного облика мумии; заявлялось, что она очень похожа на бюст Нефертити. Однако другие египтологи, включая доктора Захи Хавасса, подвергли самой резкой критике версию Флетчер, запретили работать британской экспедиции, и объявили найденный возле мумии парик «подброшенной фальшивкой».

В феврале 2010 анализом ДНК мумия идентифицирована как дочь царицы Тии (лежащей рядом) и Аменхотепа III (похороненного в этой же гробнице), сестра Эхнатона, мать Тутанхамона. В правление Тутанхамона имя его матери не упоминается, поскольку она умерла раньше его воцарения.

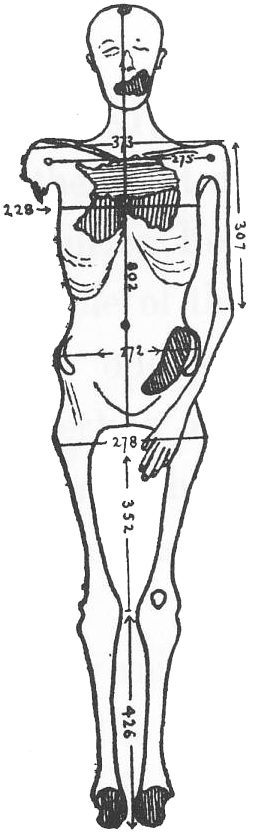
Эскиз мумии, показывающий повреждения

Мала вероятность, что эта Младшая дама являлась одной из известных жён Эхнатона — Нефертити или Кийей, ибо ни одна из них не известна как «сестра Эхнатона». Также маловероятно, что они являются сёстрами Эхнатона — Ситамон, Изидой или Хенуттанеб; ибо те были «Великими Царицами» — жёнами их отца Аменхотепа III, и если бы Эхнатон женился на любой из них — они бы заняли место Нефертити как главные египетские царицы. В докладе делается вывод, что мумия, вероятно, является дочерью Аменхотепа III — Небетах или Бакетатон, ибо неизвестно об их браке с их отцом.
Также существует теория, что мумия принадлежит Меритатон — дочери Эхнатона и Нефертити, жене Сменхкара. Согласно этой теории, Меритатон вышла замуж за Сменхкара, и тогда Тутанхамон является внуком Эхнатона.
7 февраля 2018 года обнародована новость, что исследователь Эйден Додсон из Бристольского университета, используя трехмерное сканирование, составил цифровую карту лица мумии. Затем на основе трёхмерной модели и методов судебной медицины палеохудожница Элизабет Дейнис, известная благодаря реконструкции внешности Тутанхамона, воссоздала облик древней мумии. Представленный макет дополнен широко известным головным убором Нефертити и украшениями от Dior. Российский египтолог Виктор Солкин раскритиковал реконструкцию мумии, выполненную Дейнес. В своей записи, опубликованном в блоге в ЖЖ 9 февраля того же года, Солкин отмечает, что реконструкция «ужасна», поскольку выполнена низкокачественно, а черты лица не соответствуют таковым у оригинальной мумии (что, на взгляд Солкина, может заметить человек, даже «не являющийся профессиональным антропологом или египтологом»), кроме того, реконструкции был придан явный европеоидный облик, которым настоящие древние египтяне не обладали; в свою очередь, ожерелье, по словам Солкина, выполнено «кошмарно и грубо», а «уродливое подобие высокого парика Нефертити» было добавлено в реконструкцию мумии, поскольку «так публика, извините, быстрее „схавает“». Солкин предполагает, что реконструкция могла получиться плохой из-за того, что работа была проведена не на собственно черепе мумии, а на цифровой карте лица, а также из-за того, что Дейнес выполнила её очень похожей на себя. Запись репостнула у себя искусствовед и писательница София Багдасарова, согласившись с мнением Солкина, добавив, что добавление в портреты других людей (в т. ч. скульптурных) физиогномических черт самого художника является признаком низкого уровня мастерства; и попутно раскритиковав реконструкцию Тутанхамона, также выполненную Дейнес.

## Описание мумии
Эскиз мумии, сделанный Графтоном Эллиотом Смитом, показывает значительные повреждения.
Графтон Эллиот Смит дал подробное описание мумии в своём обзоре древних царских мумий в начале XX века. Он обнаружил мумию ростом 1,58 м (5 футов 2 дюйма) и предположил её возраст не старше 25 лет на момент смерти. Он также отметил большие повреждения, нанесённые древними грабителями могил, которые разбили мумии грудь и оторвали правую руку чуть ниже плеча; правое ухо отбито, в нижней части черепа дыра 38 × 30 мм. Египтолог обнаружил, что метод бальзамирования схож с бальзамированием Аменхотепа II и мумий его современников, предположил, что она была членом этой царской семьи.
Долгое время считалось, что большая рана мумии в левой части рта и щеки, уничтожившая часть челюсти, тоже была нанесена грабителями могил. Но последующие исследования показали, что ранения нанесены при жизни и привели к смерти.

## Палеогенетика
Тестом ДНК определено, что мумия Старшей дамы (Тия) является матерью своей пока неидентифицированной дочери KV35YL, которая приходится матерью Тутанхамону. По материнской линии митохондриальная гаплогруппа K передалась от Туи к Тие, к младшей леди КВ35YL, к Тутанхамону.